# British Museum-algoritme
Een British Museum-algoritme is een algoritme dat een oplossing probeert te vinden door alle mogelijkheden te bekijken, beginnend bij de kleinste. Met deze term wordt vaak een conceptuele maar niet praktische aanpak bedoeld om een oplossing te vinden in situaties waar zeer veel mogelijkheden zijn. De naam verwijst naar het British Museum, een museum in Londen dat een van de grootste collecties ter wereld bezit.
Het British Museum-algoritme kan worden gebruikt om aan te tonen dat bepaalde optimalisaties, het bewijzen van stellingen of spraakherkenning mogelijk of onmogelijk zijn.